# Synagoge Pier
Die Synagoge Pier stand im Indener Ortsteil Pier im Kreis Düren in Nordrhein-Westfalen.

## Synagoge
Die Synagoge stand in der damaligen Hauptstraße, der späteren Pierer Straße. Das Haus gehörte der Familie Cahn. Der Betraum wurde 1861 errichtet. Zu dieser Zeit bestand die jüdische Gemeinde aus etwa zehn Personen. 
In Pier gab es auch schon im 18. Jahrhundert eine Synagoge. Der Erbauer war der Jude Löb Voss. Seit dem Ende des 19. Jahrhunderts besuchte Familie Cahn das Gotteshaus in Langerwehe und später die Synagoge Düren. Es ist also davon auszugehen, dass damals die Synagoge Pier nicht mehr bestanden hat.
Der Ort Pier wurde 2015 komplett wegen des Tagebaus Inden abgebaggert.